# NGC 1105
NGC 1105 је спирална галаксија у сазвежђу Кит која се налази на NGC листи објеката дубоког неба.
Деклинација објекта је - 15° 42' 21" а ректасцензија 2h 43m 41,9s. Привидна величина (магнитуда) објекта NGC 1105 износи 14,3 а фотографска магнитуда 15,1. NGC 1105 је још познат и под ознакама IC 1840, MCG -3-8-4, NPM1G -15.0144, PGC 10333.